# Étude op. 10, no 6 de Chopin

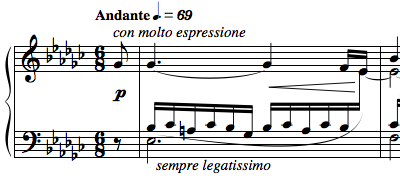
Incipit de l'étude.

L'Étude op. 10, no 6 de Chopin en mi bémol mineur est une étude pour piano composée par Frédéric Chopin en 1830. Elle a été publiée pour la première fois en 1833 en France, Allemagne et Angleterre comme sixième pièce de ses Études, op. 10. Les tempo Andante en 
 et con molto espressione indiquent une vitesse de jeu plus modérée que les autres études de Chopin, à l'exception de l'opus 10, no 3 et de l'opus 25, no 7. Cette étude se concentre sur l'expressivité et la structuration chromatique de la mélodie ainsi que sur la structure polyphonique.

## Structure et traits stylistiques

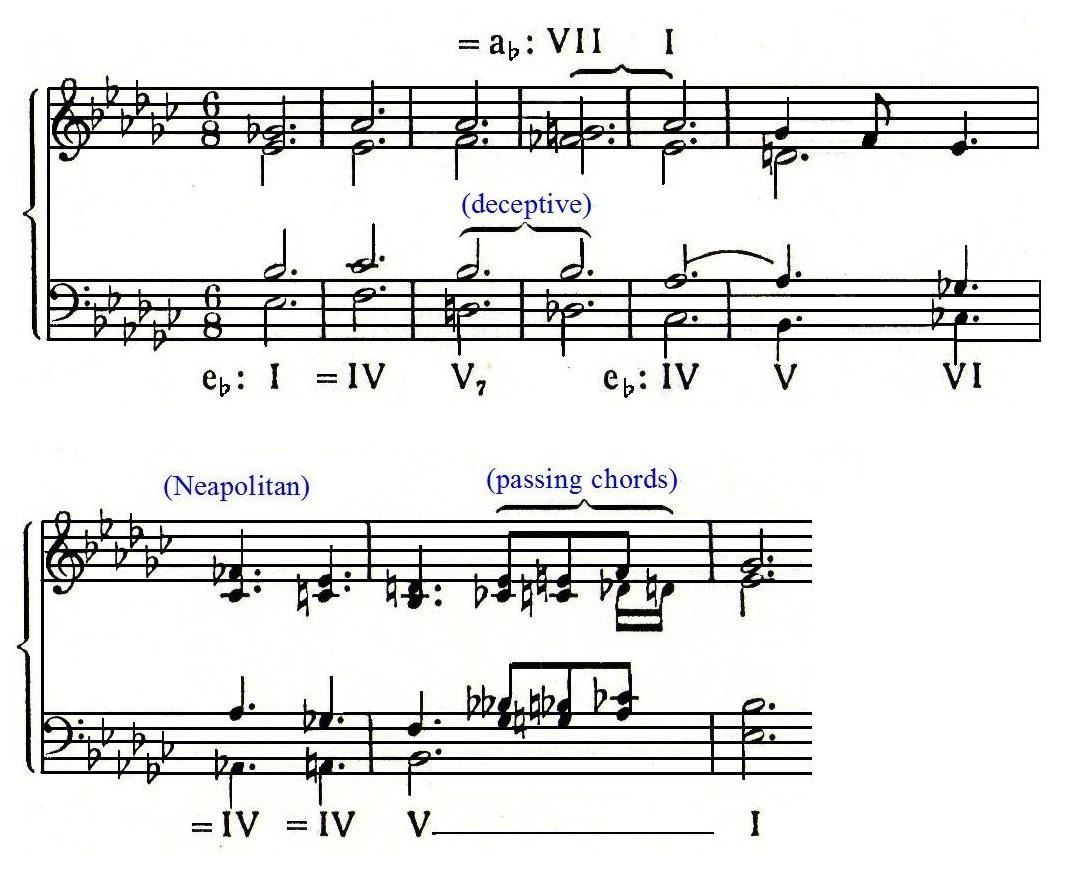
Réduction harmonique (mesures 1-9) d'après Hugo Leichtentritt

Le musicologue Hugo Leichtentritt (1874-1951) décrit ainsi la texture à trois (et parfois quatre) voix : « Une mélodie d'une expression douloureuse et élégiaque sur une basse lente, presque léthargique, entrecoupée d'une voix médiane sinueuse [en doubles croches] qui, malgré sa gamme étroite, ajoute une grande agitation intérieure ». Un trait caractéristique de la mélodie sont les notes auxiliaires chromatiques jouées sur le temps et approchées par un mouvement disjoint.
Comme toutes les autres études de Chopin, cette œuvre est de forme ternaire A-B-A. La structure périodique stricte contient des périodes de huit mesures. La structure périodique stricte contient des périodes de huit mesures, deux dans la section A formant une période régulière de 16 mesures, trois dans la section médiane et dans la section A finale, une seule période de huit mesures augmentée de cinq mesures>. Les relations harmoniques des huit premières mesures, marquées par un retournement trompeur à la mesure 4 et un accord de sixte napolitaine à la mesure 7, sont présentées dans une réduction. harmonique. Les mesures 9 à 16 reprennent la même progression, se terminant par une cadence parfaite Mi♭ mineur.

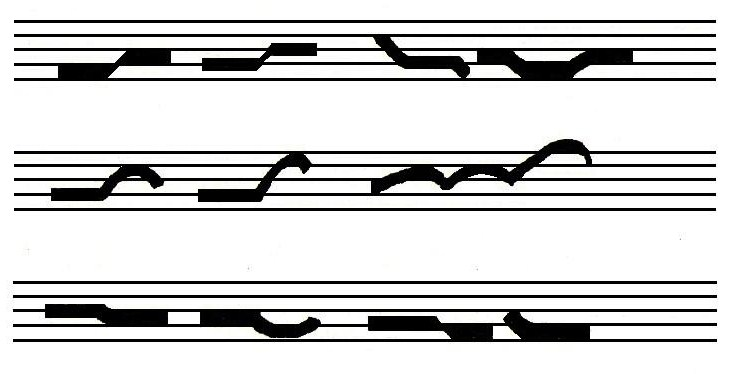
Croquis graphique de Leichtentritt de la section centrale (mesures 17-41) montrant la conception individuelle des trois périodes de huit mesures.

Les trois périodes de huit mesures de la section centrale ont chacune un dessin particulier. La première est marquée par une montée au milieu et une descente correspondante. La seconde, irrégulière, qui mène au point culminant, révèle sa nature rythmique excitée, surtout dans le conséquent, tandis que la troisième est une descente chromatique régulière à partir du point culminant. L'effet de la progression harmonique de cette section médiane est décrit ainsi par Leichtentritt : « Une magnifique transition de mi♭ mineur (mesure 16) au mi majeur légèrement brillant (mesure 21) [Chopin a changé ici la signature tonale], les enchaînements passionnants de séquences avec leurs relations croisées (mesures 29-32) ; le déclin merveilleusement sonore vers mi♭ mineur si délicatement nuancé d'accents de timbre (mesures 33-41). ».
La section A finale est une répétition abrégée de la première. Dans les sept dernières mesures, un très bel effet est produit par l'utilisation répétée de l'accord de la sixte napolitaine pour retarder la cadence finale et surtout par le « scintillement inattendu » du La majeur (mesure 49) dans la cadence en Mi♭ mineur. Ce la majeur reflète de façon enchanteresse le mi majeur de la section centrale (mesure 24). La pièce se termine par une tierce picarde, en mi♭ majeur.

## Caractère
Le critique musical américain James Huneker (1857-1921) qualifie l'étude de « sombre nocturne lugubre. [...] la mélodie est pleine de chagrin étouffé ». Le compositeur et éditeur italien Alfredo Casella (1883-1947) parle de « chagrin médité » et pense « qu'il est difficile de concevoir une élégie plus sévère et plus sobre que cette étude. ». Le pianiste français Alfred Cortot (1877-1962) qualifie quant à lui le caractère de cette étude de "fiévreux et concentré" et insiste sur le fait que "sous la plainte passionnée de la voix supérieure [...], il faut entendre une partie inférieure vitale [...] s'unissant à elle [tout en] conservant son propre timbre et sa propre liberté de rythme.".

## Tempo
La marque de métronome de Chopin, donnée dans les éditions originales françaises et allemandes est une ( = 69) se référant à des noires pointées. L'édition anglaise a  = 69se référant plutôt à des noires. Le pianiste et compositeur autrichien Gottfried Galston (1879-1950) suggère un tempo de ( = 50), car « la puissance de transport du cantabile du piano moderne permet une disposition plus large de la cantilène. » Il estime également que « le tempo de cette étude est soumis aux fluctuations les plus diverses. ». Le pianiste et éditeur polonais Jan Ekier (né en 1913) écrit dans le commentaire d'interprétation de l'édition nationale polonaise que cette étude est « toujours jouée plus lentement ou beaucoup plus lentement que ce qu'indique le tempo [de Chopin]. [...] le tempo devient jusqu'à trois fois plus lent que le tempo authentique, changeant ainsi l'unité métronomique de la ( = 69) à la ( = 69). Les causes peuvent être discernées dans certaines » traditions « d'exécution prévalant durant la seconde moitié du XIXe siècle, qui n'ont que peu de choses en commun avec celles dérivées directement de Chopin. ».

## Difficultés techniques

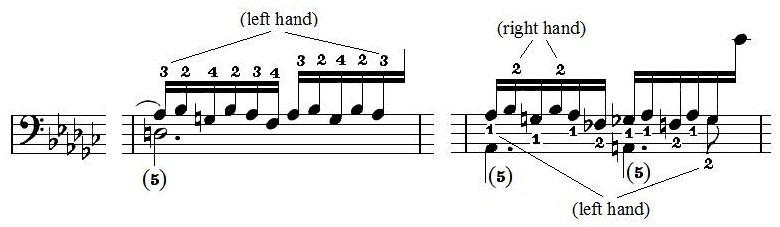
Deux exemples du doigté original de Chopin (mesure 3 et mesure 7)

Dans le Neue Zeitschrift für Musik de Schumann de 1836 article sur les études de piano, cette étude, ainsi que l'opus 10, no 3, est classée dans la catégorie « mélodie et accompagnement d'une main simultanément ». Cortot affirme que l'attention de l'étudiant doit être dirigée vers le perfectionnement du jeu polyphonique, de l'intensité expressive du ton et du legato, et pense que trouver le ton individuel pour chacune des lignes mélodiques simultanées est une difficulté particulière. Il suggère de produire le son de la partie supérieure en pressant les touches vers le bas avec des doigts fermes et droits. Pour assurer une action régulière des doigts en jouant la figure en demi-croches, il recommande de commencer à s'exercer dans un non legato où les doigts ne perdent pas le contact avec la touche. Pour le legato final, le poids de la main doit s'appuyer légèrement sur chaque demi-croche pour produire une sorte de portamento avec un timbre qui ne se fondra pas dans la ligne mélodique supérieure. Cortot introduit également un exercice de flexibilité du pied pour produire un « frémissement ininterrompu » de la pédale, mais conseille de pratiquer d'abord le legato des doigts sans pédale. Il n'y a pas de marque de pédale originale de Chopin.

## Arrangements

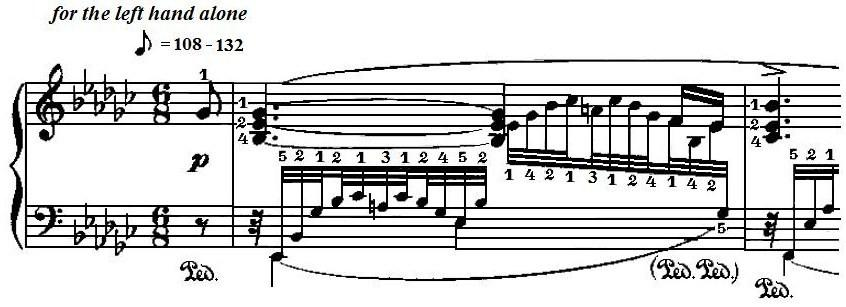
Version pour la main gauche de Leopold Godowsky, publ. 1909 (ouverture)

Une version pour la main gauche seule se trouve dans les 53 études sur les études de Chopin de Leopold Godowsky. Le pianiste canadien Marc-André Hamelin (né en 1961) décrit ainsi cette « très belle réalisation » : « Une ligne continue et rapide de triple croche serpente autour et à travers le choral mélancolique de Chopin, le mettant en valeur sans être le moins du monde gênante. ».